# Rivière des Habitants
Pour les articles homonymes, voir Habitant.
La rivière des Habitants est un affluent de la rivière des Aulnaies, coulant sur la rive nord-ouest du fleuve Saint-Laurent, successivement dans le territoire non organisé de Mont-Valin et la municipalité de Labrecque, dans les municipalités régionales de comté du Fjord-du-Saguenay et de Lac-Saint-Jean-Est, dans la région administrative de Saguenay-Lac-Saint-Jean, dans la Province de Québec, au Canada.
Le bassin versant de la rivière des Habitants est desservi par la rue Principale (au village de Notre-Dame-du-Rosaire), la route de Lamarche, le chemin du 7e rang et le chemin du 5e rang, le chemin de la Traverse et le chemin du 3e rang,.
La foresterie constitue la principale activité économique du bassin versant ; les activités récréotouristiques, en second.
La surface de la rivière des Habitants est habituellement gelée de la fin novembre au début avril, toutefois la circulation sécuritaire sur la glace se fait généralement de la mi-décembre à la fin mars.

## Géographie
Les principaux bassins versants voisins de la rivière des Habitants sont :
- Côté Nord : Lac Tchitogama, rivière Péribonka, rivière Brûlée ;
- Côté Est : Ruisseau Coulombe, ruisseau de l’Appui, le Petit Bras, ruisseau à Néron, rivière Shipshaw, rivière à l'Ours, lac La Mothe ;
- Côté Sud : Rivière Saguenay, rivière des Aulnaies, ruisseau Gervais ;
- Côté Ouest : Rivière aux Sables, rivière Péribonka, rivière Mistouk, rivière aux Harts, rivière à la Pipe, lac Saint-Jean[2].

La rivière des Habitants prend sa source du lac des Habitants (longueur : 2,3 m) ; altitude : 184 m). Cette source est située dans le territoire non organisé de Mont-Valin du côté ouest du hameau Notre-Dame-du-Rosaire, à :
- 7,3 km au sud-est de l’embouchure du lac Tchitogama (confluence avec la rivière Péribonka) ;
- 15,2 km à l'ouest du lac La Mothe ;
- 28,8 m) au nord de la rivière Saguenay ;
- 14,1 km au nord-ouest de l’embouchure de la rivière des Habitants (confluence avec la rivière des Aulnaies)[2],[4].

À partir de l’embouchure du lac de tête (lac des Habitants) situé au pont de la rue des Îles du village de Notre-Dame-du-Rosaire, la rivière des Habitants coule sur 19,2 km, surtout en zones forestières, parfois agricoles, selon les segments suivants :
- 7,1 km vers le sud-ouest en formant une grande courbe vers le sud-est en contournant une grande zone de marais, jusqu’au pont de la route de Lamarche (sens nord-sud) ;
- 2,7 km vers le sud, en formant une légère courbe vers l'ouest, plus ou moins en parallèle (du côté ouest) la route de Lamarche, jusqu’à couper cette dernière route au sud de la route du 7e rang ;
- 5,1 km vers le sud-est, jusqu’au chemin du 5e rang (correspondant à la Côte des Blanchet) ;
- 2,2 km vers le sud-est, jusqu’au pont du 3e rang ;
- 0,6 km vers le sud, jusqu’au Le Gros Ruisseau (venant du nord-ouest) ;
- 1,5 km vers le sud-est en recueillant la décharge (venant du sud) du lac Tommy et en serpentant, jusqu’à l’embouchure de la rivière[2].

La rivière des Habitants se déverse à la confluence du ruisseau Raphaël et de la rivière des Aulnaies, presqu’à la limite de la municipalité de Bégin. Cette embouchure est située à :
- 1,4 km au nord du lac Chabot ;
- 23,5 km au nord-ouest de l’embouchure de la rivière des Aulnaies (confluence avec la rivière Saguenay) ;
- 4,1 km à l'ouest du centre du village de Bégin ;
- 29,4 km au nord-ouest du barrage de la centrale Shipshaw lequel est traversé par la rivière Saguenay ;
- 38,0 km au nord-ouest du centre-ville de Saguenay ;
- 14,2 km à l'ouest d’une courbe du cours de la rivière Shipshaw ;
- 138,4 km à l'ouest de l’embouchure de la rivière Saguenay (confluence avec le fleuve Saint-Laurent)[2].

## Toponymie
Le toponyme de « rivière des Habitants » a été officialisé le 5 décembre 1968 à la Banque des noms de lieux de la Commission de toponymie du Québec.